# George Sear
George Sear (Essex, 14 de novembro de 1997) é um ator britânico. Se tornou mais conhecido por ser um dos protagonistas da série Love, Victor da Hulu,   

## Biografia e Carreira
George começou no teatro aos 11 anos de idade, quanto interpretou o personagem Samuel em "Waiting for Godot" no Teatro Royal, seu primeiro papel na TV foi em The Bill, série policial britânica da ITV. Em 2017, George interpretou Billy Cooper na série Will da TNT, em 2018 protagonizou a série Evermoor da Disney Channel interpretando o Seb, nos cinemas ele atou em Friday Download The Movie em 2020, começou a protagonizar a série "Love, Victor" da Hulu, que já está sem sua segunda temporada, na série ele interpreta o Benji Campbell. Em 2020, George também antagonizou a série Alex Rider, interpretando o personagem Parker Roscoe. No mês de junho de 2021, George Sear estampou a capa da revista Attitude Magazine junto com Michael Cimino. 

## Filmografia
| Ano       | Título                        | Papel                     |
| --------- | ----------------------------- | ------------------------- |
| 2009      | The Bill                      | Noah Morris               |
| 2014-2015 | Evermoor                      | Seb Crossley              |
| 2015      | Friday Download: The Movie    | George                    |
| 2017      | Will                          | Billy Cooper              |
| 2018      | Into the Badlands             | Arthur                    |
| 2020      | Alex Rider                    | Parker Roscoe             |
| 2020-2022 | Love, Victor                  | Benjamin "Benji" Campbell |
| 2021      | Reefa                         | Etone                     |
| 2023      | Fire Country                  | Ride Operator             |
| 2023      | Based on a True Story         | Jacob                     |
| 2023      | Hollow's Bend: The Radio Play | Andres                    |